# Saint-Hilaire-en-Morvan
Saint-Hilaire-en-Morvan é uma comuna francesa na região administrativa de Borgonha-Franco-Condado, no departamento Nièvre. Estende-se por uma área de 20,83 km². Em 2010 a comuna tinha 226 habitantes (densidade: 10,8 hab./km²).